# Landwirtschaftliches Schuldenregelungsverfahren
Das Landwirtschaftliche Schuldenregelungsverfahren war ein Verfahren der Entschuldung von landwirtschaftlichen Betrieben in der Zeit des Nationalsozialismus.

## Hintergrund
Ende der 1920er Jahre war die finanzielle Situation der Landwirte vielfach schwierig. Um der ostelbischen Landwirtschaft zu helfen, wurde von 1929 bis 1933 in mehr als 60 Gesetzen und Verordnungen die Osthilfe geschaffen. Von dem Osthilfeentschuldungsverfahren profitierten jedoch nicht nur bedürftige Landwirte. Politisch führte die Osthilfe zum Osthilfeskandal, der mit zur Machtergreifung der Nationalsozialisten beitrug.

## Das Gesetz zur Regelung der landwirtschaftlichen Schuldverhältnisse
Mit dem Gesetz zur Regelung der landwirtschaftlichen Schuldverhältnisse (LWSG) vom 1. Juni 1933 wurde eine neue Entschuldungsmaßnahme für Landwirte geschaffen. Diese richtete sich nun nicht mehr an die ostelbischen Landwirte, sondern war reichsweit anwendbar. Zur Durchführung wurden Entschuldungsgerichte an Amtsgerichten gebildet. Um die Arbeit zu vereinfachen, wurden ab dem 1. Juli 1935 Entschuldungsämter geschaffen. Ein solches Entschuldungsamt war typischerweise für verschiedene Amtsgerichtsbezirke zuständig. So war das Amtsgericht Roßwein Sitz eines Entschuldungsamts für die Amtsgerichte Döbeln, Hainichen, Leisnig, Nossen und Roßwein. Welche Amtsgerichte das waren, war in der Anlage 1 der Verordnung über Entschuldungsämter und gemeinschaftliche Beschwerdegerichte im Entschuldungsverfahren vom 25. Juni 1935 geregelt.
Die Entschuldungsämter benannten Entschuldungsstellen, die die eigentliche Schuldenregelungsverfahren durchführten. Diese Entschuldungsstellen waren öffentlich-rechtliche oder genossenschaftliche Banken, landwirtschaftliche Genossenschaften oder gemeinnützige Siedlungsgesellschaften. Sie waren typischerweise auch Hauptgläubiger. Im Vordergrund des Verfahrens stand zunächst einmal die einvernehmliche Einigung der Gläubiger auf einen Schuldenregulierungsplan. Dieser konnte einen Teilverzicht der Gläubiger (auf Zinsen oder Kapital) und/oder eine Abgabe/Verkauf von Flächen beinhalten. Im Gesetz waren hierzu umfangreiche Regelungen getroffen, wie hoch die Verzichtsquoten bei erst- und nachrangig besicherten und nicht besicherten Krediten maximal ausfallen konnten. Kam keine Einigung zustande, so konnte das Entschuldungsamt einen Zwangsvergleich verordnen. Der Vergleich bedurfte zur Wirksamkeit keiner Einstimmigkeit der Gläubiger, sondern nur einer Mehrheitsentscheidung. Die Entschuldungsstelle hatte auch die Möglichkeit ein Zwangsversteigerungsverfahren zu betreiben. Dies diente als Druckmittel zur Einigung.

## Das landwirtschaftliche Schuldenregelungsverfahren und die NS-Ideologie
Die teilweise Entschuldung der Landwirtschaft und die verwendete Methodik entsprach den ideologischen Vorstellungen der Nationalsozialisten. Schon das 25-Punkte-Programm der NSDAP hatte die „Brechung der Zinsknechtschaft“ aufgenommen. Das reichseinheitliche Verfahren war die Antwort auf die NS-Kritik an der Osthilfe, die Zwangsschlichtung ein auch im Arbeitsrecht verwendetes Verfahren. Die Landwirtschaft war durch die Blut-und-Boden-Ideologie ideologisch aufgeladen, die Autarkie-Politik der Nationalsozialisten erforderte eine starke eigene Landwirtschaft.

## Das Ende des landwirtschaftlichen Schuldenregelungsverfahrens
Die Kriegswirtschaft im Zweiten Weltkrieg führte zu einem Ende der landwirtschaftlichen Schuldenregulierung. In verschiedenen Verordnungen wurden die Schuldenregelungsverfahren im Rahmen einer Priorisierung zurückgefahren und letztlich eingestellt. Nach dem Krieg wurden die Entschuldungsämter in den einzelnen Besatzungszonen ab 1947 wieder eingerichtet, dies diente aber lediglich der Abwicklung laufender Verfahren. In der Folge wurden einzelne landesrechtliche Abwicklungsgesetze erlassen. Das LWSG selbst wurde durch Artikel 8 des „Gesetzes zur Änderung der Insolvenzordnung und anderer Gesetze“ vom 26. Oktober 2001 endgültig aufgehoben.